# サルベルトランド
サルベルトランド（伊: Salbertrand）は、イタリア共和国ピエモンテ州トリノ県にある、人口約600人の基礎自治体（コムーネ）。

## 地理

### 位置・広がり

#### 隣接コムーネ
隣接するコムーネは以下の通り。
- エジッレス
- ウルクス
- プラジェラート

## 行政

### 分離集落
サルベルトランドには、以下の分離集落（フラツィオーネ）がある。
- Combes, Deveys di Salbertrand, Eclause, Fenil, Frenee, Moncellier, Oulme, Plan, Rival, San Romano, Seu, Sapè di Salbertrand